# Алексанян, Карен Гамлетович
Каре́н Га́млетович Алексаня́н (арм. Կարեն Համլետի Ալեքսանյան; 17 июня 1980, Ленинакан, Армянская ССР, СССР) — армянский футболист, полузащитник. Выступал за сборную Армении.

## Клубная карьера
С юного возраста был принят в спортивную школу «Ширака». С 17-ти лет выступал в первой команде. Именно в клубе родного города состоялся как игрок и был замечен тренерами сборной страны. В общей сложности за «Ширак» провёл 137 матчей и забил 43 гола. В 2004 году состоялся переход в стан тогдашних чемпионов Армении клуб «Пюник». В составе «Пюника» стал чемпионом и обладателем Кубка Армении. Летом побывал на просмотре в швейцарском «Цюрихе», однако клубу не приглянулся. В том же 2004 году состоялся переход в молдавский «Зимбру». В составе кишинёвской команды выходил не часто, о чём говорит статистика, всего 53 матча за 3 проведённых сезона. В 2008 году возвращатился в Ереван, где подписал контракт с «Бананцем» на один год. В том же году был продан в «Торпедо» из Жодино. За время пребывания в составе автозаводцев на поле выходил только 11 раз.
В 2009 году состоялось второе возвращение на родину. Был подписал контракт с «Улиссом», который в межсезонье заметно усилился, следствием чего стали высокие задачи руководства клуба. В составе «Улисса», сыграв в восьми матчах, стал бронзовым призёром. В январе 2010 года продлил контракт с клубов на год. В 10-м туре чемпионата-2010 провёл 300-й официальный матч в своей карьере. За 10 дней до 30-летнего юбилея он стал 41-м членом клуба «300». В 15-м туре провел свою 200-ю юбилейную игру в высшей лиге, став 69-м футболистом, которому удалось преодолеть планку в 200 игр.
В декабре 2010 года, после истечения контракта с «Улиссом», подписал договор с «Шираком». Спустя 7 лет возвратился в родной для себя клуб. Контракт с «Шираком» был заключён сроком на два года.

## Карьера в сборной
С 2002 года по 2008 год с перерывами вызывался в состав сборной Армении. Высокую конкуренцию выигрывал не всегда. Свой первый матч провёл 7 июня 2002 года в товарищеском матче против сборной Андорры. Всего за сборную провёл 24 матча.

## Достижения

### Командные достижения
«Ширак»
- Чемпион Армении (2): 1999, 2012/13
- Серебряный призёр Чемпионата Армении (3): 1997, 1998, 2002
- Бронзовый призёр Чемпионата Армении (2): 2000, 2003
- Обладатель Кубка Армении (1): 2011/12
- Финалист Кубка Армении (1): 1999, 2011
- Обладатель Суперкубка Армении (3): 1996, 1999, 2003
- Финалист Суперкубка Армении (1): 1998

«Пюник»
- Чемпион Армении (1): 2004
- Обладатель Кубка Армении (1): 2004
- Обладатель Суперкубка Армении (1): 2004

«Бананц»
- Финалист Кубка Армении (1): 2008
- Финалист Суперкубка Армении (1): 2008

«Улисс»
- Бронзовый призёр Чемпионата Армении (2): 2009, 2010

«Зимбру»
- Серебряный призёр Чемпионата Молдавии (3): 2002/03, 2005/06, 2006/07
- Бронзовый призёр Чемпионата Молдавии (1): 2003/04
- Обладатель Кубка Молдавии (3): 2002/03, 2003/04, 2006/07